# Brachionichthys hirsutus
Brachionichthys hirsutus је зракоперка из реда Lophiiformes и породице Brachionichthyidae. 

## Распрострањење
Присутна је у Аустралији, тачније у источном Индијском океану.

## Угроженост
Ова врста је крајње угрожена и у великој опасности од изумирања.